# Ammi
Ammi és un gènere de plantes amb flor de la família de les apiàcies (Apiaceae). Es consideren plantes medicinals o també tòxiques. Existeixen algunes varietats cultivades per a diferents usos.

## Descripció
Herbes anuals o biennals, glabres. Tiges erectes, estriats, sense restes fibroses en la base. Les fulles 1-3 pinnatisectes, amb divisions d'últim ordre de linears a lanceolades. Les inflorescències són umbel·les compostes, terminals o laterals, amb nombrosos radis. Les bràctees trífides o pinnatisectes. Les bractèoles són linears o subulades. Els pètals d'enters a bilobats, blancs, homogenis o els externs de les flors exteriors lleugerament més llargs. El calze amb dents diminutes o sense aquestes. Els estils són més llargs que l'estilopodi, aquest és cònic-deprimit. Els fruits són el·lipsoïdals, comprimits lateralment i glabres. El mericarpi amb les 5 costelles primàries prominents, subagudes, sense costelles secundàries i el carpòfor és sencer o dividit fins a la base. Llavors amb l'endosperma pla en la cara comisural.

## Hàbitat i distribució
Generalment, són molt comunes als camps abandonats i també als ermots i ambients ruderals.
Es varen originar al Pròxim Orient, el sud d'Europa i l'Àfrica del Nord. Actualment s'han estès arreu del planeta.

## Taxonomia
Hi ha entre 3 i 6 espècies al gènere, segons el sistema taxonòmic:
- Ammi crinitum
- Ammi majus - siscla
- Ammi trifoliatum
- Ammi visnaga - bisnaga, escuradents o fonollassa blanca

## Galeria

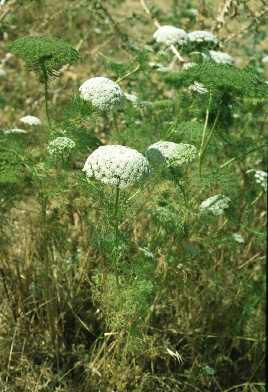
Ammi crinitum
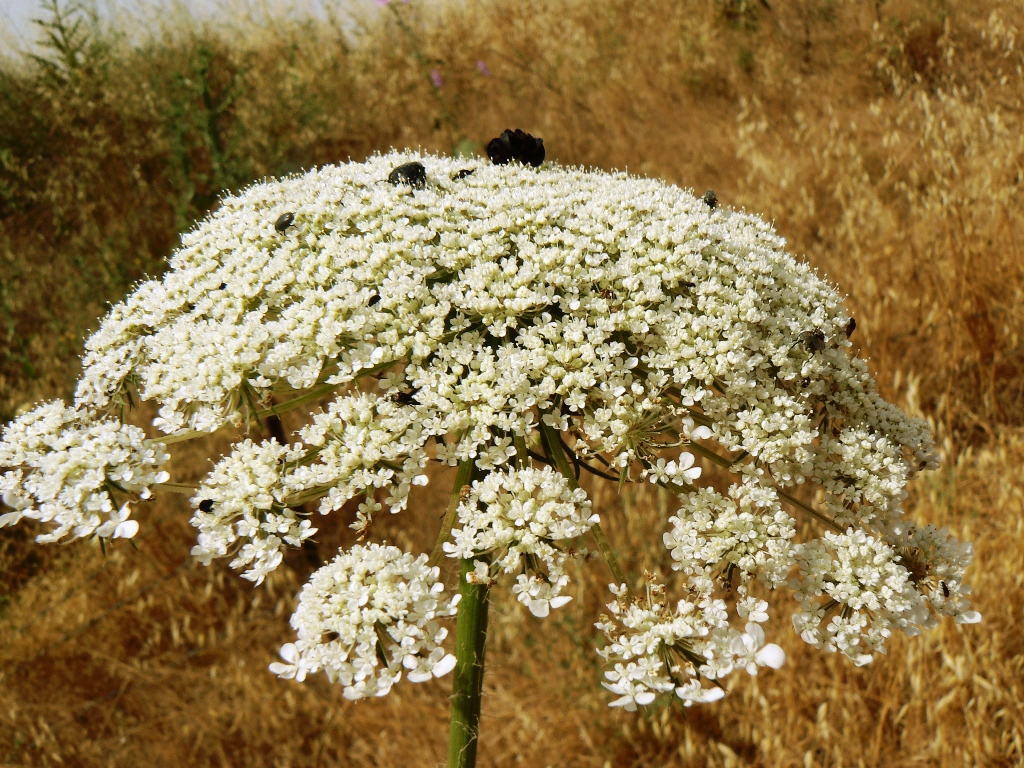
Ammi majus
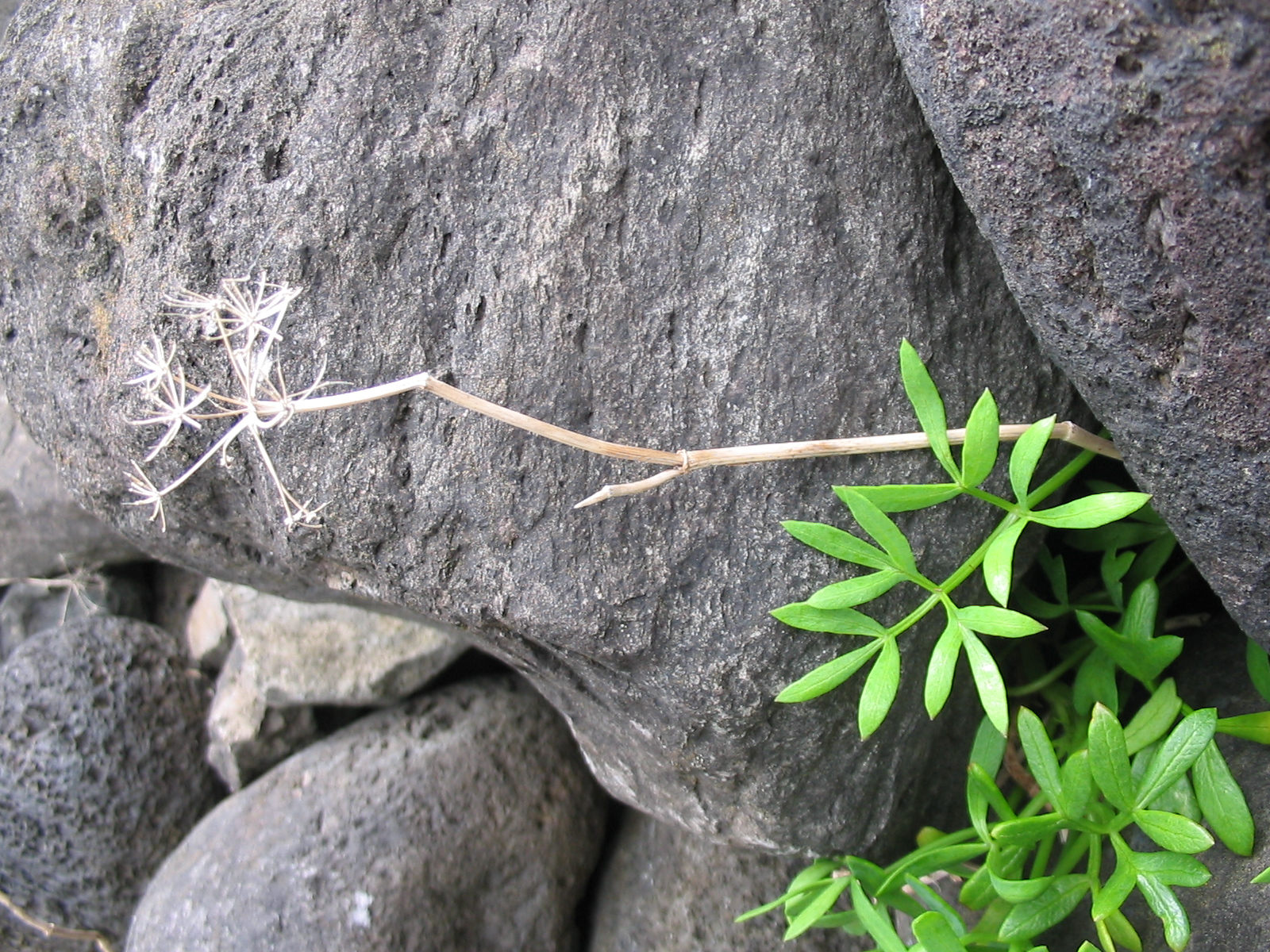
Ammi trifoliatum
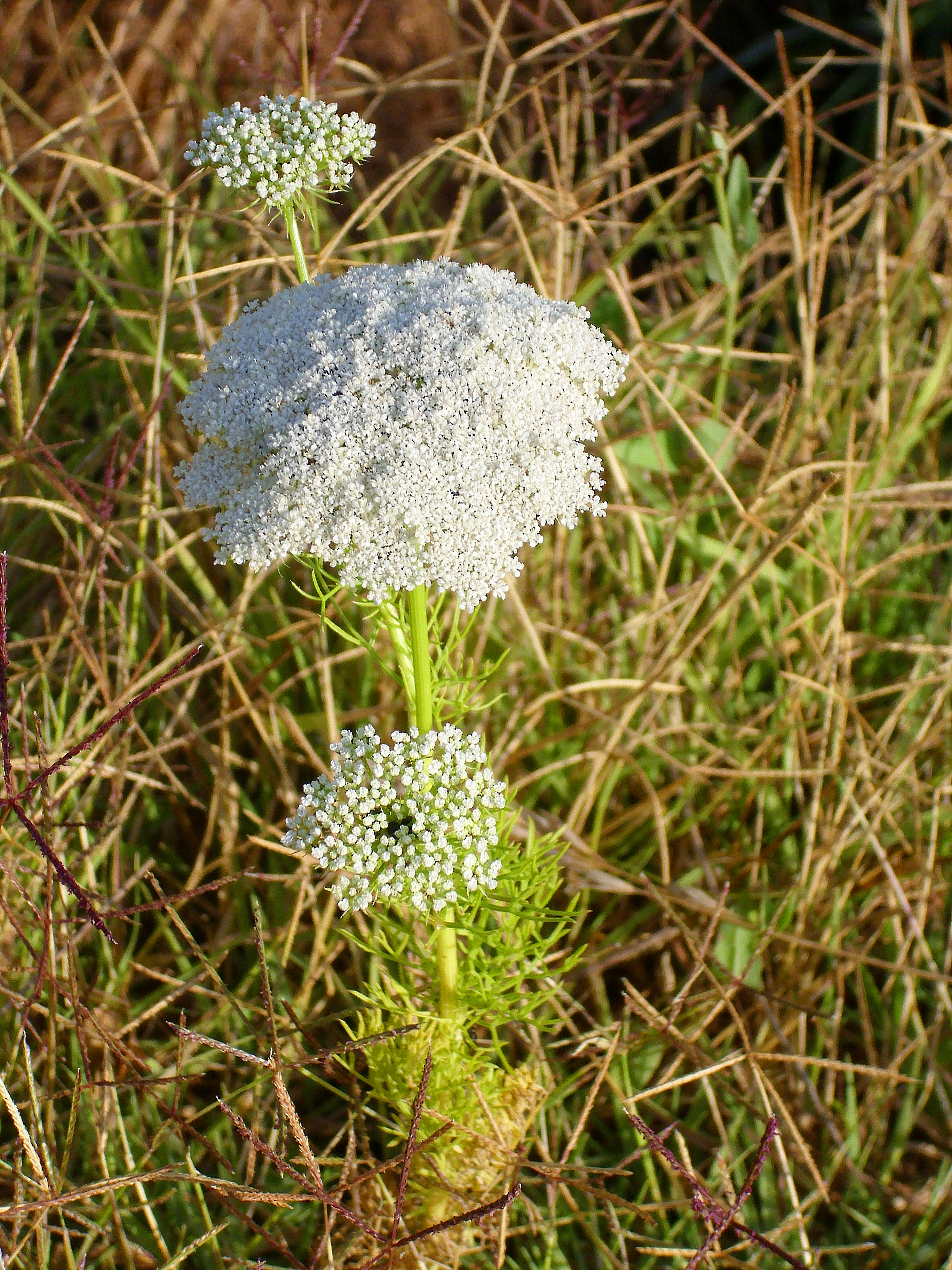
Ammi visnaga